# Lista delle accademie militari
Elenco delle accademie militari a livello mondiale suddivise per paese, inteso come quello attuale e i suoi predecessori (ad esempio al paragrafo "Italia" saranno indicati anche gli istituti nati sotto il Regno d'Italia o gli stati pre-unitari, in quello "Regno Unito" le accademie sorte con il Regno di Gran Bretagna e così via). In alcuni casi, sulla data di fondazione esiste discordanza tra gli studiosi.

## Afghanistan
| Nome dell'istituto                            | Sede  | Anno di fondazione | Note |
| --------------------------------------------- | ----- | ------------------ | ---- |
| Accademia militare nazionale dell'Afghanistan | Kabul | 2005               |      |

## Cile
| Nome dell'istituto                                | Sede              | Anno di fondazione | Note |
| ------------------------------------------------- | ----------------- | ------------------ | ---- |
| Escuela Militar del Libertador Bernardo O'Higgins | Santiago del Cile | 1817               |      |
| Escuela Naval Arturo Prat                         | Valparaíso        | 1818               |      |

## Francia
| Nome dell'istituto                                      | Sede      | Anno di fondazione | Note                                                                            |
| ------------------------------------------------------- | --------- | ------------------ | ------------------------------------------------------------------------------- |
| École militaire                                         | Parigi    | 1780               | Chiusa nel 1787                                                                 |
| École spéciale militaire de Saint-Cyr                   | Guer      | 1802               |                                                                                 |
| Prytanée national militaire                             | La Flèche | 1808               | Nata dall'antico istituto civile Collège royal Henri-le-Grand, fondato nel 1604 |
| Centre d'instruction naval de Brest                     | Brest     | ?                  |                                                                                 |
| École militaire interarmes                              | Guer      | 1942               |                                                                                 |
| École d'administration militaire                        | Guer      | 1875               |                                                                                 |
| 4e bataillon de l'École spéciale militaire de Saint-Cyr | Guer      | 1875               |                                                                                 |

## Italia
| Nome dell'istituto                          | Sede     | Anno di fondazione | Note                                                             |
| ------------------------------------------- | -------- | ------------------ | ---------------------------------------------------------------- |
| Scuola Militare Nunziatella                 | Napoli   | 1787               | Nata come Reale Accademia Militare                               |
| Accademia militare di Modena                | Modena   | 1815               |                                                                  |
| Scuola militare "Teulié"                    | Milano   | 1802               | Attiva 1802-1848; 1859-1869; 1873-1894; 1935-1943; 1996-oggi     |
| Accademia Navale                            | Livorno  | 1881               |                                                                  |
| Scuola militare di Roma                     | Roma     | 1883               | Chiusa nel 1943                                                  |
| Accademia della Guardia di Finanza          | Bergamo  | 1896               |                                                                  |
| Accademia Aeronautica                       | Pozzuoli | 1923               |                                                                  |
| Scuola navale militare "Francesco Morosini" | Venezia  | 1937               | Attiva 1937-1943 e 1961-oggi. Status di Scuola Militare dal 2002 |
| Scuola militare aeronautica "Giulio Douhet" | Firenze  | 2006               |                                                                  |

## Regno Unito
| Nome dell'istituto                                        | Sede            | Anno di fondazione | Note |
| --------------------------------------------------------- | --------------- | ------------------ | --- |
| Royal Military Academy di Woolwich                        | Woolwich        | 1741               | Chiusa nel 1947. |
| Royal Military Academy Sandhurst                          | Sandhurst       | 1802               | |
| Britannia Royal Naval College                             | Dartmouth       | 1863               | |
| Royal Air Force College Cranwell                          | Sleaford        | 1916               | |
| Addiscombe Military Seminary                              | Croydon         | 1809               | Nome ufficiale "East India Company Military Seminary" prima e "Royal India Military College" poi. Chiuso nel 1861. |
| Commando Training Centre Royal Marines                    | Lympstone       | ?                  | |
| Defence Academy of the United Kingdom                     | Shrivenham      | 2002               | Dirige il Royal College of Defence Studies (Seaford House, 1927), il Joint Services Command and Staff College (Watchfield, 1997), il Defence College of Management and Technology (Shrivenham, 1772), l'Armed Forces Chaplaincy Centre (Amport) e il Welbeck Defence Sixth Form College (Woodhouse, 1953).          |
| Defence College of Communications and Information Systems | Blandford Forum | 2004               | Dirige la Maritime Warfare School, la Royal School of Signals (Blandford Forum, 1869) e la No. 1 Radio School della Royal Air Force (Cosford, 1943). |
| Defence College of Electro-Mechanical Engineering         | Gosport         | 2004               | Dirige la Royal Naval School of Marine Engineering (Gosport), la School of Electrical and Mechanical Engineering (Bordon (Hampshire)\|), la School of Electronic and Aeronautical Engineering (Arborfield), la Royal Electrical and Mechanical Engineers (1942) e la No. 4 School of Technical Training (St Athan). |
| Royal Air Force College Cranwell                          | Cranwell        | 1919               | |
| Royal Hospital School                                     | Holbrook        | 1712               | |

## Russia
| Nome dell'istituto                            | Sede            | Anno di fondazione | Note |
| --------------------------------------------- | --------------- | ------------------ | ---- |
| Accademia militare di artiglieria Mikhajlovsk | San Pietroburgo | 1717               |      |

## Spagna
| Nome dell'istituto          | Sede      | Anno di fondazione | Note            |
| --------------------------- | --------- | ------------------ | --------------- |
| Academia Militar de Sevilla | Siviglia  | 1809               | Chiusa nel 1810 |
| Academia General Militar    | Saragozza | 1882               |                 |

## Stati Uniti d'America
| Nome dell'istituto                | Sede             | Anno di fondazione | Note |
| --------------------------------- | ---------------- | ------------------ | ---- |
| United States Military Academy    | West Point       | 1802               |      |
| United States Naval Academy       | Annapolis        | 1845               |      |
| United States Coast Guard Academy | New London       | 1876               |      |
| United States Air Force Academy   | Colorado Springs | 1954               |      |
| Missouri Military Academy         | Mexico           | 1889               |      |